# Kris Wu
Kris Wu (właśc. Wu Yifan (chiń. upr. 吴亦凡; chiń. trad. 吳亦凡; pinyin Wú Yìfán), ur. 6 listopada 1990 w Kantonie) – chińsko-kanadyjski aktor, piosenkarz i model. Jest byłym członkiem zespołu EXO i jego podgrupy Exo-M należących do S.M. Entertainment.
Wu jest aktywnym artystą solowym i aktorem w Chinach. Zagrał w kilku dochodowych filmach, m.in. w Lao pao er (2015) i Xiyou fu yao pian (2017), które należą do najbardziej dochodowych chińskich filmów wszech czasów w Chinach. Zadebiutował w Hollywood w filmie xXx: Reaktywacja (2017).

## Życiorys
Kris Wu urodził się jako Li Jiaheng (chiń. 李嘉恒; pinyin Lǐ Jiāhéng); jego chińskie imię zostało później prawnie zmienione na Wu Yifan (chiń. 吴亦凡; pinyin Wú Yìfán). Urodził się i wychował w Kantonie.
W wieku 10 lat przeprowadził się wraz z matką do Vancouver w Kanadzie. Wrócił do Chin kilka lat później i przez krótki czas uczęszczał do gimnazjum nr 7 w Kantonie, po czym wraz z matką wrócił do Vancouver, gdzie uczęszczał do Point Grey Secondary School i Sir Winston Churchill Secondary School.
W wieku 17 lat Wu wziął udział w przesłuchaniu „Canadian Global Auditions” do S.M. Entertainment, które odbyły się w Vancouver. Po przejściu przesłuchań przeniósł się do Korei Południowej w styczniu 2008 roku i został stażystą w agencji.
W lutym 2012 roku został przedstawiony jako członek EXO, natomiast 9 kwietnia 2012 roku zadebiutował wraz z zespołem.
15 maja 2014 roku, podczas trwających promocji minialbumu Overdose, Kris złożył pozew sądowy oskarżający S.M. Entertainment o łamanie praw człowieka. Wu wrócił do Chin, by zacząć tam solową karierę.
31 lipca 2021 roku został zatrzymany w Pekinie pod zarzutem gwałtu. Śledztwo wykazało, że od listopada do grudnia 2020 roku Kris Wu zgwałcił 3 kobiety będące w stanie upojenia alkoholowego. 16 sierpnia 2021 roku został oficjalnie aresztowany. W listopadzie 2022 został skazany na łącznie 13 lat więzienia z powodu gwałtów oraz został ukarany grzywną o wysokości ok. 85 milionów dolarów za uchylenie się od płacenia podatków.

## Filmografia

### Filmy
| Rok  | Tytuł                                                                   | Rola                 |
| ---- | ----------------------------------------------------------------------- | -------------------- |
| 2015 | You yige difang zhiyou women zhidao (chn. 有一个地方只有我们知道)       | Ze Yang              |
| 2015 | Lao pao er (chn. 老炮儿)                                                | Xiao Fei             |
| 2016 | Syrena (chn. 美人鱼)                                                    | Long Jianfei (cameo) |
| 2016 | Zhi qingchun 2: Yuanlai ni hai zai zheli (chn. 致青春2：原来你还在这里) | Cheng Zheng          |
| 2016 | Xia you qiaomu (chn. 夏有乔木，雅望天堂)                                | Xia Mu               |
| 2016 | Jue ji (chn. 爵迹)                                                      | Yin Chen             |
| 2017 | xXx: Reaktywacja (chn. 极限特工3：终极回归)                             | Harvard "Nicks" Zhou |
| 2017 | Xiyou fu yao pian (chn. 西遊伏妖篇)                                     | Tang Sanzang         |
| 2017 | Valerian i miasto tysiąca planet (chn. 星际特工)                        | kapitan Neza         |
| 2017 | Ouzhou gonglue (chn. 欧洲攻略)                                          | Le Qi                |
| TBA  | Fanhua (chn. 繁花)                                                      |                      |

### Programy rozrywkowe
| Rok  | Tytuł                                    | Uwagi        | Kanał       |
| ---- | ---------------------------------------- | ------------ | ----------- |
| 2015 | Challenger's Alliance (chn. 挑战者联盟)  | stała obsada | Zhejiang TV |
| 2017 | 72 Floors of Mystery (chn. 七十二层奇楼) | stała obsada | Hunan TV    |
| 2017 | The Rap of China (chn. 中国有嘻哈)       | producent    | iQiyi       |

## Dyskografia

### Single
| Rok                                     | Tytuł                                       | Najwyższa pozycja | Najwyższa pozycja | Album                                   |
| Rok                                     | Tytuł                                       | CHN V Chart       | QQ Streaming      | Album                                   |
| --------------------------------------- | ------------------------------------------- | ----------------- | ----------------- | --------------------------------------- |
| 2014                                    | "Say Yes" (z Jessica i Krystal)             | —                 | —                 | Make Your Move OST                      |
| 2014                                    | "Time Boils The Rain" (chn. 时间煮雨)       | —                 | —                 | Xiao shidai: Ci jin shidai OST          |
| 2014                                    | "There is a Place" (chn. 有一个地方)        | —                 | —                 | You yige difang zhiyou women zhidao OST |
| 2015                                    | "Bad Girl"                                  | —                 | 13                | —                                       |
| 2015                                    | "Greenhouse Girl" (chn. 花房姑娘)           | —                 | 34                | Lao pao er OST                          |
| 2016                                    | "From Now On" (chn. 从此以后)               | —                 | 9                 | Xia you qiaomu OST                      |
| 2016                                    | "July"                                      | 2                 | 5                 | —                                       |
| 2016                                    | "Sword like a Dream" (chn. 刀剑如梦)        | —                 | 46                | World of Sword OST                      |
| 2016                                    | "Good Kid" (chn. 乖乖)" (z Tan Jing)        | 12                | 24                | Xiyou fu yao pian OST                   |
| 2017                                    | "Juice"                                     | —                 | —                 | xXx: Reaktywacja OST                    |
| 2017                                    | "6"                                         | —                 | 242               | —                                       |
| 2017                                    | "I Choose the Road" (chn. 我选择的路)       | —                 | 6                 | —                                       |
| 2017                                    | "Deserve" (feat. Travis Scott)              | —                 | 1                 | —                                       |
| 2017                                    | "Miss You" (chn. 想你)" (feat. Zhao Liying) | —                 | —                 | —                                       |
| 2017                                    | „B.M.”                                      | 11                | —                 | —                                       |
| 2018                                    | „Like That”                                 | 7                 | —                 | —                                       |
| 2018                                    | „Tian Di” (天地)                            | —                 | —                 | —                                       |
| "—" oznacza, że utwór nie był notowany. |                                             |                   |                   |                                         |

## Nagrody i nominacje
| Rok  | Ceremonia                                                                     | Nagroda                                                    | Wynik     |
| ---- | ----------------------------------------------------------------------------- | ---------------------------------------------------------- | --------- |
| 2014 | Esquire Man At His Best Awards 2014                                           | Debiutant roku                                             | Wygrana   |
| 2014 | Sohu Fashion Awards                                                           | Asian Fashion Icon of the Year                             | Wygrana   |
| 2015 | Sina 15th Anniversary                                                         | Outstanding Youth Award                                    | Wygrana   |
| 2015 | 22nd Beijing College Student Film Festival                                    | Najlepszy nowy aktor (You yige difang zhiyou women zhidao) | Nominacja |
| 2015 | 3rd China International Film Festival London                                  | Najlepszy nowy aktor (You yige difang zhiyou women zhidao) | Wygrana   |
| 2015 | 3rd China International Film Festival London                                  | Najlepszy aktor (You yige difang zhiyou women zhidao)      | Nominacja |
| 2015 | Asian Influence Awards                                                        | Most Influential Male God                                  | Wygrana   |
| 2015 | NetEase Attitude Awards                                                       | Idol With Most Attitude on the Silver Screen               | Wygrana   |
| 2016 | Sina Weibo Awards                                                             | Weibo King                                                 | Wygrana   |
| 2016 | Sina Weibo Awards                                                             | Strong New Actor (Lao pao er)                              | Wygrana   |
| 2016 | GMIC X Annual Awards                                                          | Mainland China Actor of the Year (Lao pao er)              | Wygrana   |
| 2016 | 19th Shanghai International Film Festival                                     | Newcomer with the Most Media Attention (Xia you qiaomu)    | Wygrana   |
| 2016 | Fresh Asia Awards                                                             | Most Influential Male Singer of the Year („Bad Girl”)      | Wygrana   |
| 2016 | 29th Tokyo International Film Festival Gold Crane Awards Ceremony (TIFFJAPAN) | Najlepszy aktor (Xia you qiaomu)                           | Wygrana   |
| 2016 | The 10th Migu Music Awards                                                    | Najpopularniejszy piosenkarz roku (Chiny)                  | Wygrana   |
| 2016 | The 10th Migu Music Awards                                                    | Top 10 Songs of the Year („July”)                          | Wygrana   |
| 2016 | Tencent Entertainment White Paper                                             | Celebrity of the Year                                      | Wygrana   |
| 2017 | 8th Golden Broom Awards                                                       | Najbardziej rozczarowujący aktor (różne)                   | Wygrana   |